# Luis Sodiro
Luis Sodiro (nacido como Luigi Aloysius Sodiro; Vicenza, Italia, 29 de mayo de 1836–Quito, Ecuador, 15 de mayo de 1909) fue un religioso, botánico de campo ecuatoriano, que describió un gran número de especies del hinterland de Quito, Ecuador, desde su llegada en 1870 hasta principios del siglo XX. Dedicó 38 años a recolectar y clasificar plantas, especialmente en la región de Quito. Fundó el Jardín Botánico de Quito, enseñó en la Escuela Politécnica Nacional y la Universidad Central, y publicó numerosas obras científicas, incluyendo "Contribución al conocimiento de la flora ecuatoriana". Su trabajo sentó las bases para el estudio científico de la flora del país y su legado perdura en el herbario que lleva su nombre.

## Biografía

### Primeros años
Nació en Italia, en la provincia de Venecia en un pueblo llamado Vincenza en 1836. Cuando tenía veinte años, en 1856, es ordenado en la Compañía de Jesús, y parte a estudiar a Innsbruck teología, filosofía, lenguas, ciencias naturales. Fue el primero en realizar recolecciones e identificaciones verdaderamente a campo.

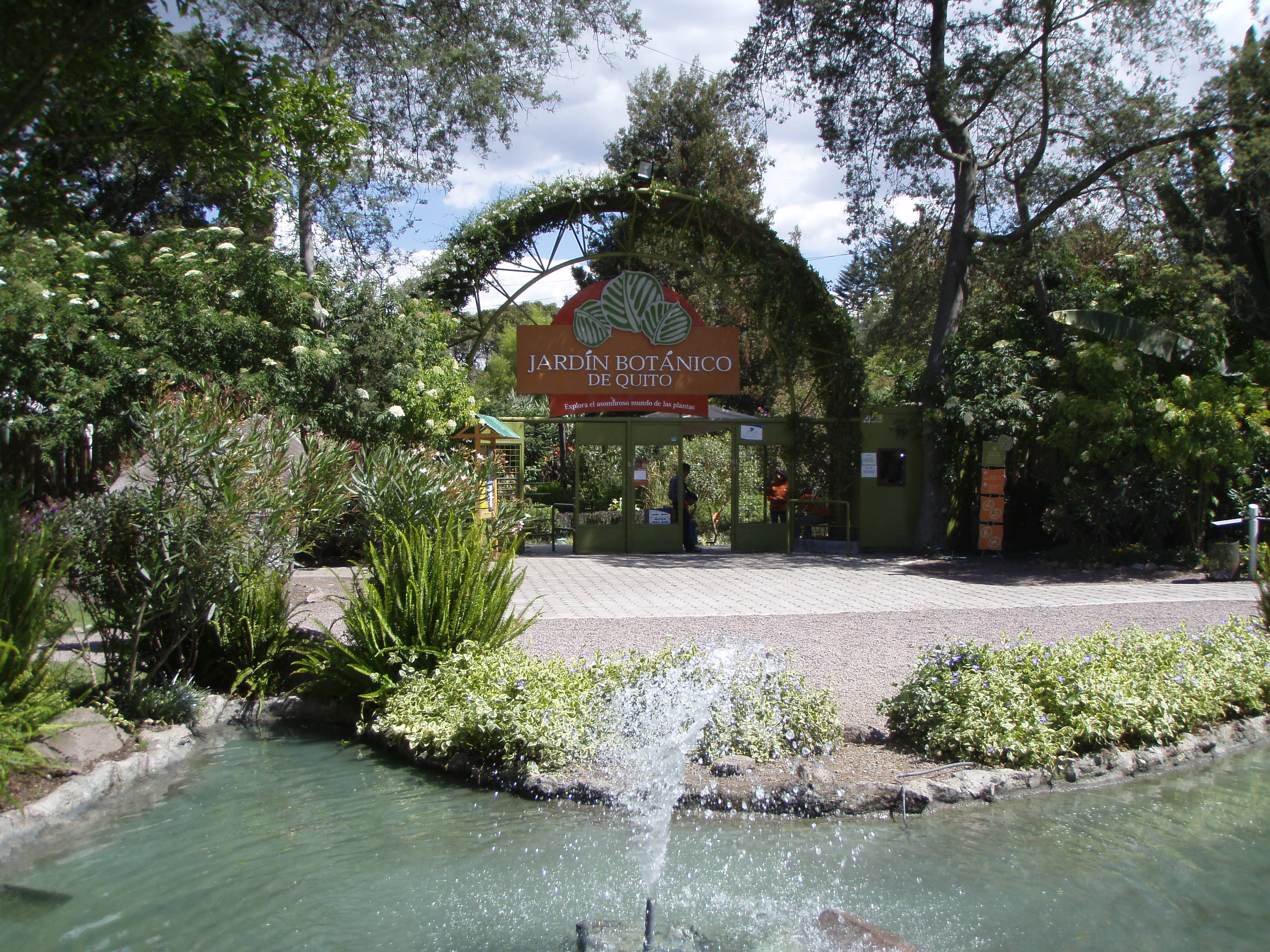
El Jardín Botánico de Quito, originalmente fundado en el Parque de la Alameda, ahora se encuentra en el Parque La Carolina

Es uno de los protagonistas de la llamada edad de oro de la botánica ecuatoriana que empezó en 1870 cuando Gabriel García Moreno trajo a los jesuitas Theodor Wolf, Juan Bautista Menten, José Kolberg, José Epping y Luis Dressel. Con ellos llegó Sodiro a Ecuador con el fin de iniciar la Escuela Politécnica Nacional donde dictó cursos así como en la Universidad Central de Quito y en ese sentido reemplazó al Profesor Jameson.
Su trabajo se basó en la recolección de especímenes de plantas en todo Ecuador pero con especial énfasis en los alrededores de Quito, tarea que llevaría a cabo durante treinta y ocho años. Los resultados de sus hallazgos los publicó en monografías, catálogos opúsculos y artículos. Siguió la clasificación establecida por A. P. de Candolle en su obra el Prodromus systematis naturalis regni vegetabilis.

### Investigaciones botánicas
Su pasión por la botánica lo llevó a crear un jardín botánico en la escuela y a realizar importantes investigaciones sobre la flora ecuatoriana, publicando obras como "Apuntes sobre la vegetación ecuatoriana". Sodiro estableció una estrecha amistad con el presidente Gabriel García Moreno, compartiendo su admiración por las ciencias naturales. Durante su segunda administración, Sodiro incluso nombró una nueva variedad botánica en honor al presidente, quien declinó el honor y sugirió que llevara el nombre de "Tacsoniae Mariae". Durante su carrera entregó un total de 4226 especímenes a la Universidad Central del Ecuador. También donó gran parte del herbario del colegio San Gabriel que después fue concentrado en la Biblioteca Ecuatoriana Aurelio Espinosa Pólit (QPLS). Ahí se encuentra aproximadamente 20000 especímenes de los que se han conservado 13500 aproximadamente hasta la actualidad.

### Transición después del fin del garcianismo

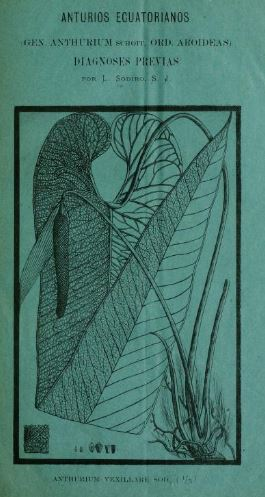
Contribuciones a la Flora, Luis Sodiro

Su vida cambió súbitamente con el asesinato de García Moreno ya que en 1876 cerro sus puertas la Escuela Politécnica. El presidente Antonio Borrero había ofrecido continuar con la universidad pero la revolución empezada por Ignacio de Veintimilla lo impidió. Desde entonces Sodiro fue a vivir en el colegio Jesuita de Pifo, como profesor de humanidades en el noviciado. Era muy inteligente y poseía una memoria prodigiosa. Sabía grandes extractos de Virgilio y Horacio por lo que también destacaba en su profesorado. En este tiempo fue el primer director del Jardín Botánico de Quito, ubicado en el Parque La Alameda, entidad que fue fundada por su amiga personal Marieta de Veintimilla durante la presidencia de su tío el general Ignacio de Veintimilla. Tras el cierre de la Escuela Politécnica en 1876, Sodiro continuó su labor científica y educativa en el Colegio Jesuita de Pifo. Publicó importantes trabajos sobre la flora y geología ecuatoriana, incluyendo "Relación sobre la erupción del Cotopaxi" y traducciones de obras científicas. 
Sodiro mantuvo una activa correspondencia con otros estudiosos de la botánica en Ecuador, como Mariano Astudillo Arrieta, intercambiando conocimientos y colaborando en investigaciones. Publicó importantes trabajos sobre la flora ecuatoriana, incluyendo "Gramíneas ecuatorianas", "Una excursión botánica" y "Reflexiones sobre la agricultura ecuatoriana", consolidando su reputación como un destacado botánico. El presidente José María Plácido Caamaño cuando se creó la segunda Escuela Politécnica le propuso la dirección. Además le nombró el “Botánico de la Nación” con el fin de honrar su trabajo científico y humanístico, especialmente en la botánica a través de las cátedras y sus publicaciones. Siempre fue filantrópico y ayudaba voluntariamente a los apicultores de ese país. En 1892, Sodiro publicó un estudio sobre la enfermedad del cacao conocida como "La Mancha Negra", anticipándose a los devastadores efectos que esta enfermedad tendría en la producción cacaotera ecuatoriana en años posteriores. Su investigación, solicitada por el presidente Luís Cordero, demostró su preocupación por los problemas agrícolas del país y su compromiso con la búsqueda de soluciones científicas.

### Investigación en la selva
La pasión de Sodiro por la botánica lo llevó a realizar numerosas expediciones a las selvas ecuatorianas, donde exploró incansablemente la flora local. Su dedicación y valentía en estas expediciones fueron admiradas por sus discípulos, quienes destacaron su capacidad para superar los desafíos del entorno natural. Sodiro regresaba de sus viajes con un gran número de nuevas especies de plantas, lo que le permitía ampliar el conocimiento botánico y geográfico de Ecuador. En 1893, Sodiro publicó "Cryptogamae vasculares quitensis", una obra de 671 páginas que catalogó y describió numerosas especies de plantas vasculares, incluyendo muchas nuevas para la ciencia. Este trabajo, basado en la "Sinopsis Filicum" de Hooker y Baker, fue elogiado por el científico Teodoro Wolf como una contribución significativa al conocimiento de la vegetación ecuatoriana. Sodiro también realizó investigaciones sobre la agricultura ecuatoriana y la coca, y publicó estudios sobre las piperáceas y el mangle rojo, así como de los anturios ecuatorianos.
Sodiro es considerado el padre de la botánica ecuatoriana gracias a su obra "Contribución al conocimiento de la flora ecuatoriana", que sentó las bases para el estudio científico de la flora del país.  Manuel María Pólit, le pidió que revisara la Historia del Reino de Quito, escrita por Juan de Velasco con el fin de identificar y clasificar las plantas y animales que Velasco había incluido dentro de su trabajo. Lamentablemente Sodiro no logró terminar su revisión. Sus conocimientos fueron reconocidos y realizaba publicaciones en revistas científicas como la Botanische Jahrbucher fur Systematik y la Pflanzengeschichte und Planzengeograpie de Alemania. También publicó en la Revista Chilena de Historia Natural.

### Últimos años
Su trabajo incluyó la publicación de importantes obras como "Tacsonias ecuatorianas" y "Sertulia Pleridophyta", así como la difusión de conocimientos agrícolas a través de sus clases en la Universidad Central de Quito. Sodiro también formó discípulos, como el jesuita Luis Mille, quien editó parte de su producción. Sodiro falleció en Quito en 1909, dejando un legado significativo en el campo de la botánica ecuatoriana. Su dedicación y pasión por la investigación fueron ampliamente reconocidas, como lo demuestran los homenajes póstumos y las palabras de Manuel J. Calle, quien destacó su profundo conocimiento de la flora local y su conexión espiritual con la naturaleza. El herbario de Sodiro, que contiene miles de especies de plantas ecuatorianas, se encuentra actualmente en la biblioteca de los padres jesuitas en Cotocollao, con el código QPLS en el Índice Mundial de Herbarios. Su legado perdura a través de sus publicaciones y colecciones, que continúan siendo una valiosa fuente de conocimiento para generaciones presentes y futuras.

## Algunas publicaciones
Para referencia de algunas de sus monografías que formaron parte de sus investigaciones:
- Apuntes sobre la segetacion ecuatoriana - Curso publicado en el programa del Politécnico de Quito, 1875

- Relación sobre la erupción del Cotopaxi acaecida el 26 de junio de 1877 - Quito : Impr. nacional, 1877

- Gramíneas ecuatorianas de la provincia de Quito - Anales de la Universidad de Quito, 1880

- Reflexiones sobre la agricultura ecuatoriana - Quito : Imp. del Gobierno, 1883

- Recensio cryptogamarum vascularium Provinciæ Quitensis - Quiti ; typis curiæ ecclesiasticæ, 1883

- Cryptogamae vasculares Quitenses adiectis speciebus in aliis provinciis ditionis Ecuadorensis hactenus detectis - Quiti : Typis Universitatis, 1893 en línea Biblioteca Digital Archivado el 3 de marzo de 2016 en Wayback Machine.

- Contribuciones al conocimiento de la flora ecuatoriana ; Monografia I. Piperaceas ecuatorianas - Quito : Tip. de la Escuela de Artes y Oficios, 1901 en línea Biblioteca Digital

- El mangle rojo: estudio botánico. Edición	reimpresa. 18 pp. 1901

- Nuevas adiciones (a las Piperaceas ecuatorianas) - Quito : s.n.; 1902 - en línea Biblioteca Digital Archivado el 3 de marzo de 2016 en Wayback Machine.

- Contribuciones al conocimiento de la flora Ecuatoriana ; Monographia II. Anturios ecuatorianos - Quito : Tip. de la Escuela de Artes y Oficios, 1903 en línea Biblioteca Digital Archivado el 3 de marzo de 2016 en Wayback Machine.

- Anturios ecuatorianos. Editor Imp. de la Univ. Central, 39 pp. 1906

- Sertula florae ecuadorensis - Quito : Typis Universitatis, 1908

## Honores

### Epónimos
Especies, 297 registros, entre ellas
- (Alstroemeriaceae) Bomarea sodiroana Kraenzl.[11]

- (Annonaceae) Guatteria sodiroi Diels[12]

- (Apiaceae) Bowlesia sodiroana H.Wolff[13]

- (Araceae) Philodendron sodiroi Hort.[14]

- (Araliaceae) Oreopanax sodiroi Harms[15]

- (Arecaceae) Geonoma sodiroi Dammer ex Burret[16]

- (Asclepiadaceae) Cynanchum sodiroi K.Schum.[17]

- (Aspleniaceae) Asplenium sodiroi Christ in Pittier[18]

- (Asteraceae) Acmella sodiroi (Hieron.) R.K.Jansen[19]

- (Asteraceae) Rhysolepis sodiroi (Hieron.) H.Rob. & A.J.Moore[20]

- (Begoniaceae) Semibegoniella sodiroi C.DC.[21]

- (Blechnaceae) Blechnum sodiroi C.Chr.[22]

- (Capparaceae) Cleome sodiroi Gilg ex Heilborn[23]

- (Campanulaceae) Burmeistera sodiroana Zahlbr.[24]

- (Ericaceae) Sphyrospermum sodiroi (Hoerold) A.C.Sm.[25]

- (Euphorbiaceae) Alchornea sodiroi Pax & K.Hoffm.[26]

- (Fabaceae) Nephromeria sodiroana Schindl.[27]

- (Grammitidaceae) Grammitis sodiroi (Christ & Rosenst.) C.V.Morton[28]

- (Lycopodiaceae) Huperzia sodiroana (Herter) Holub[29]

- (Marcgraviaceae) Marcgraviastrum sodiroi (Gilg) Bedell ex S.Dressler[30]

- (Myrsinaceae) Cybianthus sodiroanus (Mez) G.Agostini[31]

- (Orchidaceae) Evelyna sodiroi (Schltr.) Dudek & Szlach.[32]

- (Poaceae) Aulonemia sodiroana (Hack.) McClure[33]

- (Ranunculaceae) Ranunculus sodiroi H.Lév.[34]

- (Thelypteridaceae) Thelypteris sodiroi C.F.Reed[35]

- (Woodsiaceae) Diplazium sodiroanum C.Chr.[36]

- La abreviatura «Sodiro» se emplea para indicar a Luis Sodiro como autoridad en la descripción y clasificación científica de los vegetales.[37]

El volumen de especies nuevas identificadas, es grande: hay 1.751 registros IPNI sobre los nombramientos de nuevas especies, que publicaba habitualmente en Anales Univ. Centr. Ecuador, Sert. Fl. Ecuad., Rec., Revista Chilena Hist. Nat., Crypt. Vasc. Quit., Anal. Univ. Quito, Anthurios Ecuator.

## Fuente
- History and Current Status of Systematic Research with Araceae; International Aroid Society; bajado 28 dic 2007

- Database de la Universidad de Harvard (enlace roto disponible en Internet Archive; véase el historial, la primera versión y la última).